# Comabella (Torà)
Comabella és una masia del municipi de Torà (Solsonès) inclosa a l'Inventari del Patrimoni Arquitectònic de Catalunya.

## Situació
La masia es troba al nucli disseminat de Vallferosa, al nord-oest del municipi de Torà. S'aixeca sobre un promontori a l'esquerra de la rasa de Padollers. S'hi accedeix per la carretera LV-3005a (de Torà a Solsona). Al punt quilomètric 5,9 (41° 50′ 52″ N, 1° 25′ 28″ E / 41.847666°N,1.424419°E) s'agafa el desviament a l'esquerra (N) molt ben senyalitzat. A l'immediat trencall (55 metres) es pren la pista de la dreta que ressegueix la rasa de Padollers. Als 950 metres (41° 51′ 17″ N, 1° 25′ 12″ E / 41.854787°N,1.419883°E) es deixa a la dreta la pista que puja a cal Piquet i als 1,6 km. es puja per la dreta a Comabella, que es veu dalt del turó.

## Descripció
Edifici de quatre façanes i quatre plantes.

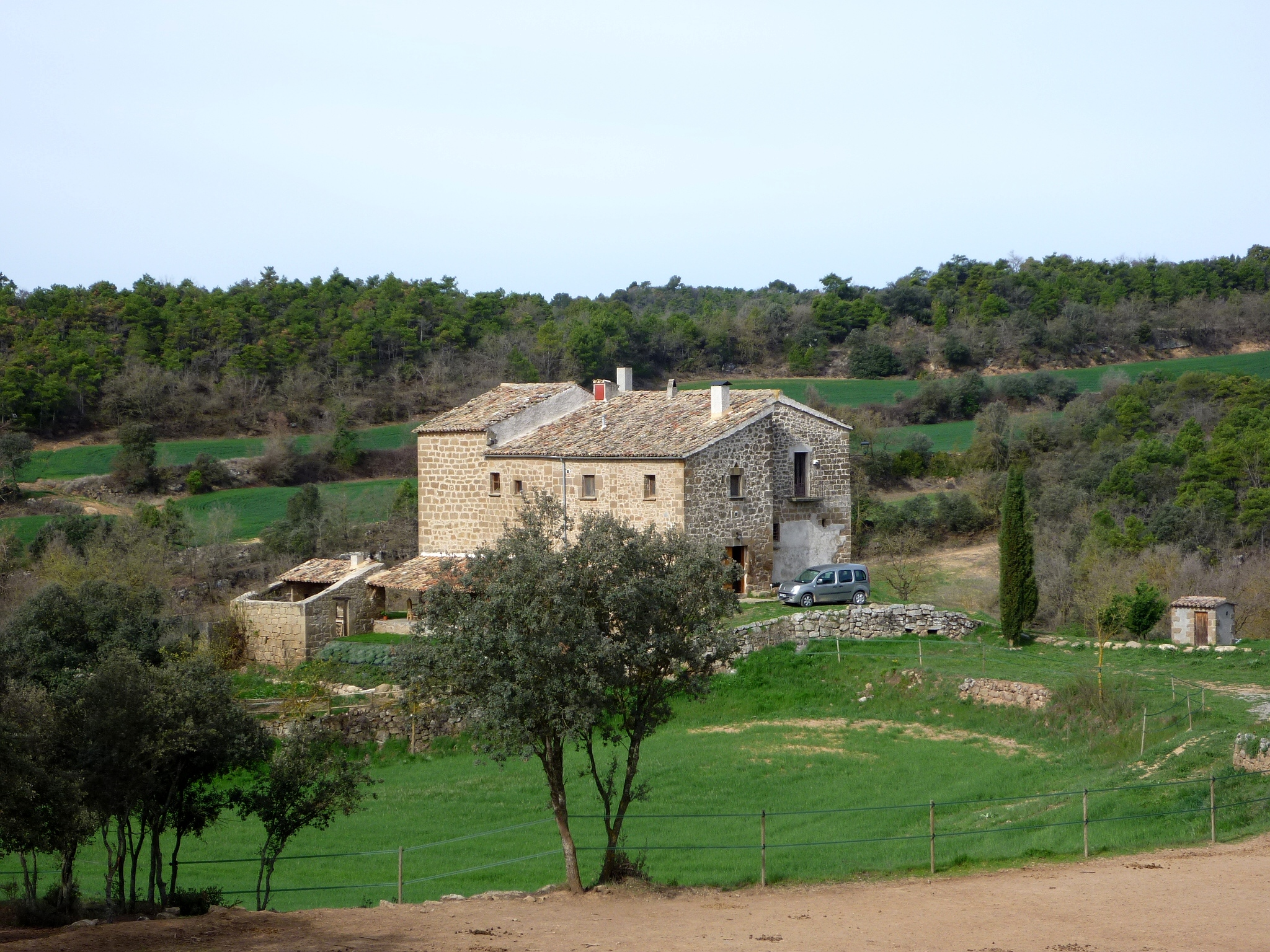
Vista de la masia des del nord

A la façana nord-est hi ha la porta d'accés que s'emplaça en un cos que sobresurt a la meitat esquerra del pla vertical de la façana. Té la llinda de pedra, amb la data de 1756. A la planta següent hi ha una finestra amb dues lloses de descàrrega sobre la llinda. A la dreta a la planta baixa hi ha una finestra amb llinda de pedra, a la seva dreta hi ha una petita obertura. A la planta següent hi ha un balcó amb barana de ferro. A la façana nord-oest, al centre hi ha un petit edifici estirat. A la façana de la casa a la part superior hi ha tres obertures. A la façana sud-est, hi ha un cobert annexat a la planta baixa, que fa funció de porxo i té una entrada a la dreta. A la part superior de la façana hi ha quatre finestres amb ampit. A la façana sud-oest, sobresurten tres arcs de mig punt que configuren una zona porxada a la planta baixa. A la planta següent hi ha dues petites obertures. A la següent, als laterals hi ha dues finestres amb ampit i al centre una gran finestra d'arc escarser. A la darrera planta, hi ha tres grans finestrals d'arc rebaixat.
La coberta és de dos vessants, acabada amb teules.

## Història
La datació aproximada és de 1756. Ben segur que ja a l'edat mitjana hi havia una construcció en aquest indret.